# بربرها و گیشا
بربرها و گیشا (انگلیسی: The Barbarian and the Geisha) یک فیلم در ژانر زندگی‌نامه و درام است که در سال ۱۹۵۸ اکران شد.

## پیشینه تاریخی

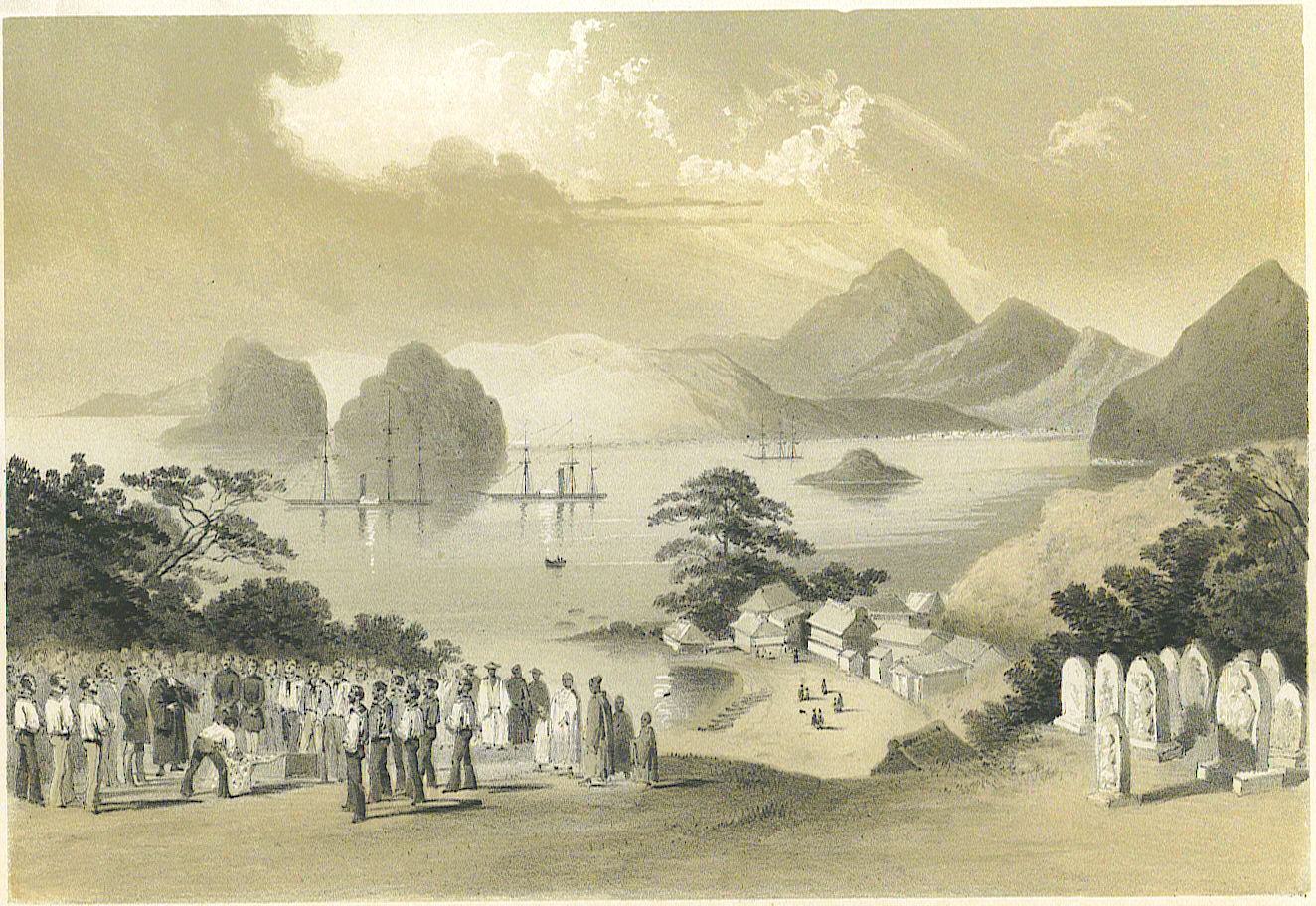
منظره بندر شیمودا، شیزوئوکا از کنسولگری آمریکا، نقاشی شده توسط ویلهلم هاینه

این فیلم براساس زندگی دیپلمات آمریکایی تاونسند هریس و دوران حضور وی در ژاپن طی سال‌های پایانی دوره ادو و شوگون‌سالاری توکوگاوا ساخته شده‌است. رئیس‌جمهور آمریکا فرانکلین پیرس به عنوان نخستین سرکنسول آمریکا در امپراتوری ژاپن، تاونسند هریس را در ژوئیه ۱۸۵۶ منصوب کرد. وی اولین کنسولگری ایالات متحده را در ژاپن در معبد گیوکوسن-جی در بندر شیمودا، شیزوئوکا در استان شیزوئوکا افتتاح کرد. مأموریت وی در ژاپن با متیو سی. پری که اولین قرارداد تجاری بین ایالات متحده و ژاپن را در سال ۱۸۵۳ برقرار کرد، در یک جهت انجام شد. هریس در سال ۱۸۶۱ ژاپن را ترک کرد.
در هنگام اقامت هریس، ژاپن آخرین سال‌های دوره ای را سپری می‌کرد، که این کشور در انزوای بین‌المللی (ساکوکو) باقی مانده بود و به آداب و رسوم و مقررات سختگیرانه جامعه ادو پایبند بود که هدف تقویت ثبات وضع شده بود. در سال ۱۸۶۸، فقط هفت سال پس از آن عزیمت هریس، اصلاحات میجیژاپن ظهور خود را به عنوان یک کشور مدرن در اوایل قرن بیستم از طریق صنعتی سازی گسترده و اصلاحات عظیم در ساختار سیاسی و اجتماعی کشور آغاز کرد.
این فیلم همچنین شامل داستانی غیر واقعی در مورد ارتباط هریس و یک گیشای ۱۷ ساله به نام «اوکیچی» است. طبق این داستان اوکیچی از طرف مقامات ژاپنی تحت فشار قرار گرفته بود تا با هریس روابط برقرار کند تا از این طریق جلسات تجاری به راحتی انجام شود. با این حال، پس از عزیمت هریس از ژاپن و بازگشت وی به آمریکا، او را مردم با لقب اهانت‌آمیز «اوکیچی بربر» می‌خواندند و توسط مردم مورد بی مهری قرار گرفت. در نتیجه، اوکیچی به نوشیدن مشروبات الکلی روی آورد و سرانجام در سال ۱۸۹۲ خودکشی کرد. به گفته مورخان، بیشتر داستان به سادگی خلاف واقع است. اگرچه اوکیچی یک شخص واقعی بود، اما او فقط یکی از خانه‌داران هریس بود، و ظاهراً فقط پس از سه روز کار در خانه هریس اخراج شده بود.